# ГЕС Аппер-Боннінгтон
ГЕС Аппер-Боннінгтон — гідроелектростанція на південному заході Канади у провінції Британська Колумбія. Знаходячись між ГЕС Corra Linn (49 МВт, вище по течії) та ГЕС Ловер-Боннінгтон, входить до складу каскаду на річці Кутеней, лівій притоці Колумбії (має устя на узбережжі Тихого океану на межі штатів Вашингтон та Орегон).
Електростанцію розмістили на порозі Аппер-Боннінгтон, де звели бетонну греблю висотою до 15 метрів, яка дає змогу регулювати рівень води у верхньому б'єфі в діапазоні від 513 до 517 метрів НРМ. Правобережна частина споруди інтегрована з машинним залом станції Аппер-Боннінгтон, спорудженим в інтересах розвитку гірничорудної промисловості, тоді як біля лівого берегу розміщується ГЕС Боннінгтон-Фоллс, задачею якої було забезпечення електроенергією міста Нельсон.
У 1907 році Аппер-Боннінгтон почала працювати з двома турбінами типу Френсіс потужністю по 5,1 МВт. У 1914-му та 1916-му додали два агрегати по 6,75 МВт, а у 1938-му — останні два потужністю по 15,75 МВт. Станом на середину 2010-х це обладнання пройшло відновлення, а загальна потужність станції рахувалась як 65 МВт. Також можливо відзначити, що гідроагрегати використовують напір у 21 метр.
Що стосується ГЕС Боннінгтон-Фоллс, то вона почала працювати у 1906 році з однією турбіною потужністю 0,8 МВт, до якої в подальшому додались ще чотири з показниками 1,5 МВт (1910), 2,25 МВт (1929), 5,8 МВт (1950) та 6,8 МВт (1995). При цьому після спорудження у 1973-му ГЕС Кутеней-Канал ліцензійні обсяги споживання води для Боннінгтон-Фоллс дещо скоротили, що змусило зупинити найстаріший та найменш потужний гідроагрегат № 1.